# Herb gminy Łagiewniki
Herb gminy Łagiewniki – jeden z symboli gminy Łagiewniki, autorstwa Kamila Wójcikowskiego i Roberta Fidury, ustanowiony 25 lutego 2021. 

## Wygląd i symbolika
Herb przedstawia na tarczy ww polu zielonym łagiew złotą o czternastu klepkach i dwóch obręczach. Łagiew to godło mówiące. Liczba klepek w łagwi odpowiada liczbie sołectw gminy.

## Historia
Herb w obecnej wersji został ustanowiony przez Radę Gminy 25 lutego 2021 r. W poprzedniej wersji herbu nad łagwią znajdowały się kłosy zboża, całość była przedstawiona w sposób bardziej realistyczny. Herb przestylizowali Kamil Wójcikowski i Robert Fidura.